# Aelia Pulcheria

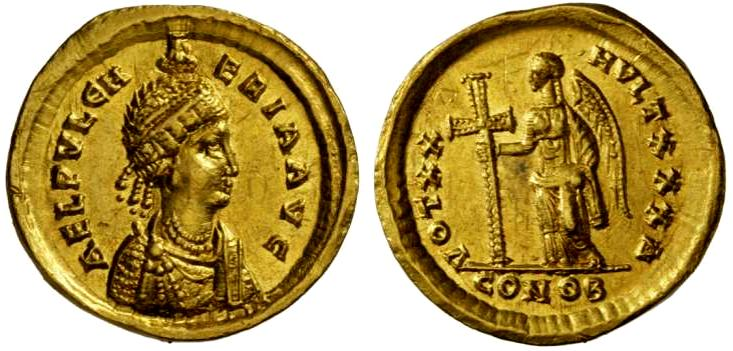
Münze mit Bild von Aelia Pulcheria – zu beachten ist links die kleine Hand Gottes, die Pulcheria krönt

Aelia Pulcheria Augusta (* 19. Januar 399 in Konstantinopel; † 18. Februar 453 ebenda), Tochter des Kaisers Arcadius und der Aelia Eudoxia, Enkelin des Kaisers Theodosius I., war eine Kaiserin des Oströmischen Reiches.

## Leben
Als Kaiser Arcadius im Jahr 408 gestorben war, wurde der erst siebenjährige Theodosius II. zum Kaiser des Oströmischen Reiches gekürt. Aelia Pulcheria, seine damals neunjährige älteste Schwester, scheint früh großen Einfluss auf ihn ausgeübt zu haben. Anfang 414 überredete man ihren zwölfjährigen Bruder, den mächtigen Prätoriumspräfekten Anthemius zu entlassen, der seit 408 faktisch mit der Regentschaft betraut gewesen war, und stattdessen Pulcheria mit der Aufsicht über den jungen Kaiser zu betrauen. Fortan scheint sie eine noch wichtigere Rolle gespielt zu haben und kümmerte sich um ihre jüngeren Geschwister. Damit niemand versuchen konnte, durch eine Ehe mit Pulcheria Ansprüche auf den Thron zu erheben, musste sie zugleich geloben, für immer Jungfrau zu bleiben.
Ebenfalls 414 verlieh ihr Theodosius den Titel Augusta. Damit wurde sie zwar nicht formell Mitregentin ihres noch unmündigen Bruders – Frauen durften nach römischem Verständnis grundsätzlich nicht herrschen –, der weiterhin als Imperator Caesar Augustus an der Spitze des Reiches stand. Doch standen ihr nun kaiserliche Würden und Ehren zu. Vorher genoss sie als Nobilissima (der Titel stand nur Töchtern eines Kaisers zu) bereits Vorrechte gegenüber anderen Mitgliedern der kaiserlichen Familie. Pulcheria regierte faktisch als „jungfräuliche Prinzessin“ das Oströmische Reich, indem sie ihren jüngeren Bruder Theodosius anleitete, bis dieser Ende 416 mündig wurde. Eventuell spielte sie 420 eine wichtige Rolle beim Ausbruch eines zweijährigen Perserkrieges, der von römischer Seite offenbar auch religiös begründet wurde (Holum 1977). In der Folgezeit schwand Pulcherias Einfluss. 439 zog sie sich ein erstes Mal in eine Vorstadt Konstantinopels zurück, 443 konnte sie sich wohl gegen ihre Schwägerin und Rivalin, die ebenfalls zur Augusta erhobene Kaisergattin Aelia Eudocia, behaupten; doch 447 führten Konflikte mit dem mächtigen praepositus sacri cubiculi Chrysaphios dazu, dass Pulcheria den Kaiserhof verließ und im Palast Hebdomon in klösterlicher Einsamkeit lebte. Nach dem Unfalltod ihres Bruders im Jahr 450 spielte sie aber eine Rolle bei der Regelung seiner Nachfolge. Wie entscheidend ihr Einfluss hierbei war, ist umstritten (Burgess 1993/94). Sie heiratete – wahrscheinlich unter Druck – den neuen Kaiser Markian, der so an die theodosianische Dynastie anschließen konnte, führte wegen ihres alten Keuschheitsgelübdes aber demonstrativ eine Josefsehe. Sie starb 453.

## Regentschaft
Eine selbstständige Regierung im engeren Sinne führte Pulcheria nie, immer war sie entweder an ihren Bruder oder später an ihren Mann gebunden.
Aelia Pulcheria galt einerseits als sehr sozial. Sie wurde für ihre Großzügigkeit gegenüber Armen gelobt und war fürsorglich gegenüber Mönchen und Klerikern. Andererseits war sie in ihrem teils überbordenden christlichen Eifer sehr intolerant gegenüber Andersgläubigen. Auf ihr Betreiben hin wurden Juden und Heiden vom römischen Beamtentum und aus der Armee ausgeschlossen. Es wird ihr auch nachgesagt, Gesetze befürwortet zu haben, die zur Gewalt gegen Andersgläubige aufriefen.
Besondere Bedeutung erreichte die Einladung des Kaiserpaares an den Papst Leo I. zur Teilnahme am Konzil von Chalcedon 451, einer der größten christlichen Kirchenversammlungen der Geschichte. Dieses religiöse Engagement trug Pulcheria umgekehrt die Feindschaft der Monophysiten ein, deren Position 451 verdammt wurde; während daher prochalkedonische (also katholische und orthodoxe) Quellen die Kaiserin sehr stark idealisieren, bieten antichalkedonische Texte ein genau gegenteiliges Bild. Nach Ansicht mancher Forscher wurde die tatsächliche Rolle, die die Augusta spielte, dabei womöglich von beiden Seiten – wenn auch aus unterschiedlichen Gründen – stark übertrieben. Pulcheria diente demnach Zeitgenossen und Späteren als Projektionsfläche.
Das Kaiserpaar wird in der römischen und orthodoxen Kirche als heilig verehrt. Ein Portraitkopf der Pulcheria, aus der Mitte des 5. Jh. stammend, befindet sich im Museum Castello Sforzesco in Mailand. Erwähnenswert ist weiter ihr Bild mit Zepter, Krone und Lilie im Gemälde von Guido Reni in der Capella Paolina von S. Maria Maggiore in Rom.